# Reine Stimmung bei Tasteninstrumenten
Eine reine Stimmung von Tasteninstrumenten mit 12 Tasten pro Oktave ist nur für jeweils eine einzige Tonart möglich, denn in reiner Stimmung müssen die Tonstufen Oktave, Quinte, Quarte und große Terz der verwendeten diatonischen Tonleiter genau die Frequenzverhältnisse 2:1, 3:2, 4:3 bzw. 5:4 zum Grundton bilden. Ist zum Beispiel die C-Dur-Tonleiter in reiner Stimmung spielbar, sind schon F-Dur und G-Dur nicht mehr rein. Um mehr Tonarten benutzen zu können, sind deshalb entweder mehr als 12 Tasten oder Kompromisse in der Stimmung, also Abweichungen von der Reinheit notwendig.
Insgesamt sind auf einer 12-stufigen Klaviatur höchstens sechs Dur-Akkorde mit absolut reinen Intervallen darstellbar.

## Grenzen der reinen Stimmung bei Tasteninstrumenten

### Problem aufgrund der Partialtonreihe
Die reinen Intervalle lassen sich aus der Partialtonreihe ableiten. Ab dem 8. Partialton enthält die Partialtonreihe zwei große Sekunden. Diese beiden gleich benannten Intervalle sind jedoch unterschiedlich groß: der größere Ganztonschritt hat ein Frequenzverhältnis 9/8 und der kleinere ein Frequenzverhältnis 10/9. Eine rein gestimmte große Terz besteht aus einem großen und einem kleinen Ganztonschritt. In C-dur liegt zum Beispiel zwischen c und d ein großer und zwischen g und a ein kleiner Ganztonschritt, in F-dur ist zwischen c und d ein kleiner und in G-Dur zwischen g und a ein großer Ganztonschritt. Dieser Unterschied kann auf einem normalen Tasteninstrument nicht dargestellt werden.

### Problem des syntonischen Kommas
Vier reine Quinten ergeben rückoktaviert einen anderen Ton als eine rein gestimmte große Terz: vom C aus heißen die Quinttöne g, d¹, a¹ und e². Dieses e² ist im Vergleich zum E als rein gestimmte große Terz über dem C höher, und zwar um das Maß des syntonischen Kommas. Es gibt aber nur eine e-Taste auf einem herkömmlichen Tasteninstrument.

### Problemdarstellung entsprechend der Darstellung im Tonnetz
Mit der Darstellung im Eulerschen Tonnetz werden die Töne, die durch die reine Quintenreihe …-b-f-c-g-d-a-… bestimmt sind, unterschieden von denjenigen …,b-,f-,c-,g-,d-,a-…(Tiefkomma b, Tiefkomma f …), die durch die Verwandtschaft der Terz zur Tonika gegeben sind. In der Schreibweise zum Beispiel der reinen C-Dur-Tonleiter c-d-,e-f-g-,a-,h-c, der reinen F-Dur-Tonleiter f-g-,a-b-c-,d-,e-f und der reinen G-Dur-Tonleiter g-a-,h-c-d-,e-,fis-g wird ersichtlich, dass für die Töne d und ,d bzw. ,a und a verschiedene Tasten notwendig werden, da ,d ein syntonisches Komma tiefer als d und a ein syntonische Komma höher als ,a zu stimmen ist.

### Probleme bei Modulationen
Bei einer Modulation bei reiner Stimmung in eine Nachbartonart (Zum Beispiel von C-Dur nach G-Dur oder a-moll nach d-moll) ändern sich zwei Töne, einer davon erkennbar mit Vorzeichenwechsel, der andere geringfügig um ein syntonisches Komma. (Das ist ungefähr 1/5 Halbton.) Diese Flexibilität in der Anpassung der Tonhöhe ist nur der menschlichen Stimme oder vergleichbaren Instrumenten vorbehalten. Bei Tasteninstrumenten mit nur zwölf Tasten innerhalb einer Oktave ist eine reine Intonation in allen Tonarten nicht möglich.

## Annäherungen an die reine Stimmung auf dem Tasteninstrument

### Erweiterung der Klaviatur
→ Hauptartikel: Archicembalo
Um den Tonartenvorrat der gewöhnlichen mitteltönigen Stimmung zu erweitern, wurden an Stätten professioneller Musikpflege in Westeuropa zwischen ca. 1450 und 1700 nicht selten Tasteninstrumente mit zusätzlichen Obertasten (Subsemitonien, Gebrochenen Tasten, engl. split keys) ausgestattet. Solche Instrumente sind verwandt mit den sog. enharmonischen Instrumenten. Bekannt sind Instrumente mit bis zu vier Subsemitonien. Die Entwicklung begann offenbar in Italien und gewann schnell eine gewisse Verbreitung. Nördlich der Alpen war es erst Gottfried Fritzsche, der in Deutschland 1612 die erste Orgel mit Subsemitonien baute (in der kurfürstlichen Schlosskapelle Dresden). Am häufigsten wurde dis/es geteilt, am zweithäufigsten gis/as.
Gioseffo Zarlino baute 1558 ein Instrument mit 19 Tasten pro Oktave, Vido di Trasuntino schuf 1606 das Clavemusicum omnitonum, ein Cembalo mit 31 Tasten pro Oktave und Nicola Vicentino 1555 das Archicembalo, ein Tasteninstrument mit 36 Tasten pro Oktave auf zwei Manualen. Diese Instrumente erwiesen sich jedoch als unpraktikabel für das Spiel der Klavierliteratur.
Die historischen Instrumente mit 19 Tasten wurden für eine mitteltönige Stimmung konzipiert. Mathematisch betrachtet, sind mindestens 26 Tasten pro Oktave notwendig, um rein gestimmte Tonleitern bis zu 7 Vorzeichen spielen zu können.

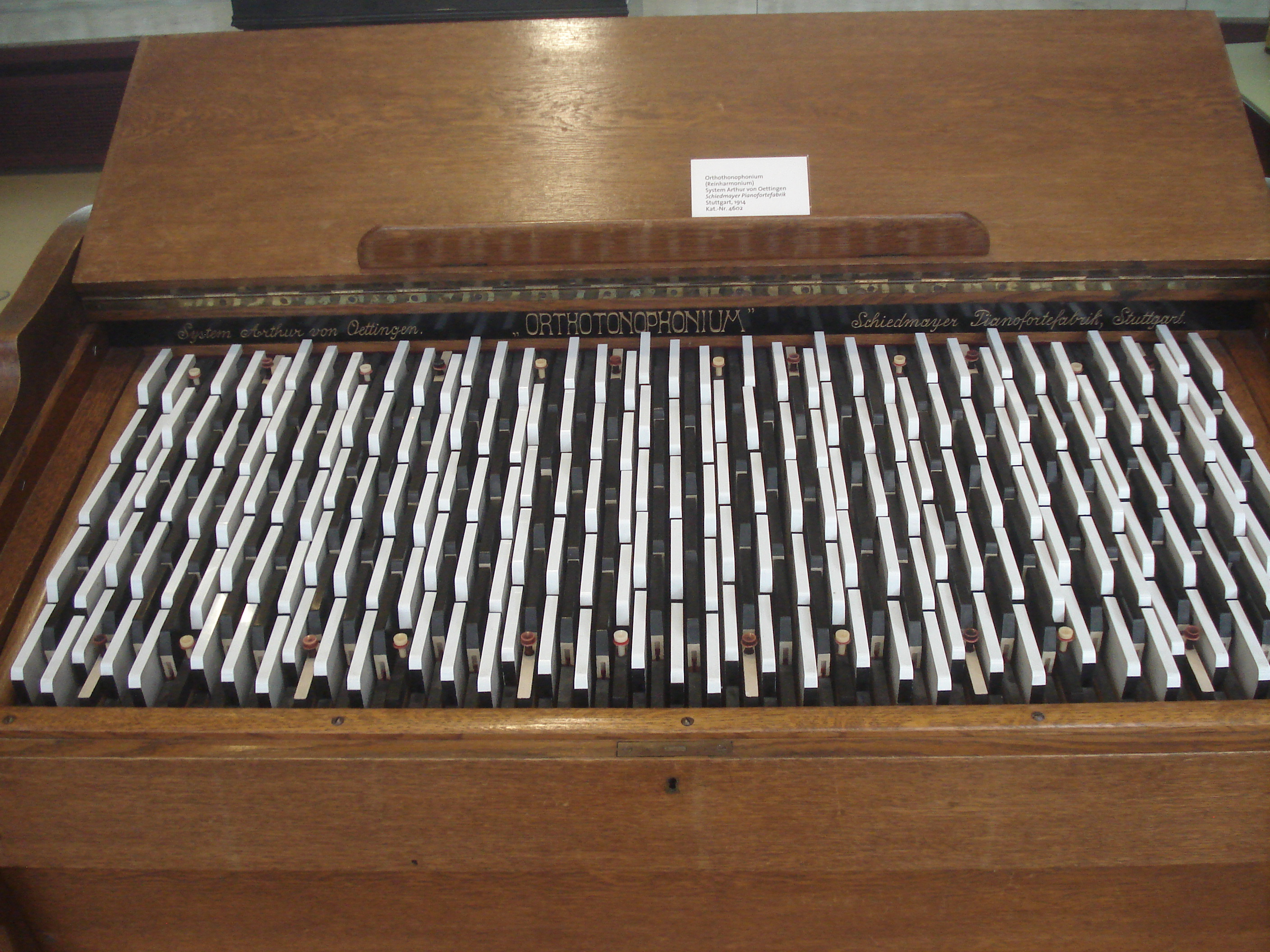
Orthotonophonium (Reinharmonium) - System Arthur von Oettingen, Schiedmayer Pianofortefabrik, Stuttgart, 1914

Folgende Urheber von Tonsystemen mit mehr als 26 Stufen (Töne) pro Oktave sind überliefert:
- 1675 Nikolaus Mercator: 53 Stufen
- 1701 Joseph Sauveur: 43 Stufen
- 1846 Émile Chevé: 29 Stufen
- 1863 Hermann von Helmholtz: Reinharmonium mit 30 Stufen
- 1873 Robert Holford Macdowall Bosanquet: Harmonium mit 53 Stufen
- 1895 Julián Carrillo: 96 Stufen
- 1906 Paul von Jankó: 41 Stufen
- 1911 Carl Eitz: Reinharmonium mit 52 Stufen
- 1914 Arthur von Oettingen: Orthotonophonium (Harmonium) mit 72 Stufen

#### Reinharmonium
Hermann von Helmholtz, ein glühender Verfechter der reinen Stimmung, beschreibt ausführlich (S. 516 ff.) über seine Studien am rein gestimmten Harmonium mit zwei verschieden gestimmten Manualen.
Was nun die musikalischen Wirkungen der reinen Stimmung betrifft, so ist der Unterschied zwischen dieser und der gleichschwebenden oder gar der griechischen Stimmung nach reinen Quinten doch sehr bemerklich. Die reinen Accorde, namentlich die Duraccorde in ihren günstigen Lagen, haben trotz der ziemlich scharfen Klangfarbe der Zungentöne einen sehr vollen und gleichsam gesättigten Wohlklang; sie fließen im vollen Strome ganz ruhig hin, ohne zu zittern und zu schweben. Setzt man gleichschwebende oder pythagoräische Accorde daneben, so erscheinen diese rau, trübe zitternd und unruhig... 
Am größten und unangenehmsten ist die Differenz zwischen natürlichen und temperierten Akkorden in den höheren Octaven der Scala, weil hier die falschen Combinationstöne der temperierten Stimmung sich merklicher machen und weil die Zahl der Schwebungen bei gleicher Tondifferenz größer wird, und die Rauhigkeit sich viel mehr verstärkt, als in tieferer Lage ... 
Die Modulationen werden deshalb viel ausdrucksvoller ... manche feine Schattierungen werden fühlbar, die sonst fast verschwinden ..
Beschreibung des Reinharmoniums
Hier sind die Bezeichnungen des Eulerschen Tonnetzes nützlich, die auch Helmholtz verwendet.
| Bezeichnungen |
| --- |
| c - g - d - a - usw.: eine Kette von reinen Quinten 702 Cent (3/2)                                                                                             |
| ,c - ,g - ,d - ,a - usw. (Tiefkomma c - Tiefkomma g - Tiefkomma d - usw.): dieselbe Kette von reinen Quinten, jedoch um ein syntonisches Komma tiefer gesetzt. |

Geht man von h (1110 Cent) eine Reihe von reinen Quinten herab bis ces (1086 Cent), so ist bekanntlich der letzte Ton – oktaviert – ein pythagoräisches Komma (23,5 Cent) tiefer ist als h. Geht man andererseits von h ein syntonisches Komma herab, so erhält man den Ton ,h (Tiefkomma h, 1088 Cent), der sich von Ces nur um das Schisma (2 Cent) unterscheidet. Dieser Unterschied ist an der „Grenze der wahrnehmbaren Tonunterschiede“ (,h=495,000 Hz, ces=494,442 Hz). Helmholtz setzt deshalb ,h = ces, ebenso fes = ,e, ces = ,h, ges = ,fis, des = ,cis, as = ,gis, es = ,dis, b = ,ais und f = ,eis.
Helmholtz bemerkte weiter, dass man den Fehler von 2 Cent auf ein Achtel minimieren kann, indem man die Quinten der Kette g-c-f-b-es-as-des-ges-ces um 1/4 Cent vergrößert, dann nämlich ist ces = ,h. In der Praxis wurde dies jedoch nicht mehr verwendet. Die Erbauer des Reinharmoniums mit zwei Manualen (J. und P. Schiedmayer in Stuttgart) stimmten das Reinharmonium rein nach Gehör mit reinen Quinten und Terzen. Hier dazu die Rechnung in Cent (und den Vergleich mit der reinen Stimmung).
| Bezeichnungen (alles in Cent)                               |
| ----------------------------------------------------------- |
| Oktave o=1200                                               |
| Quinte q=1200·log2(3/2) = 701,955                           |
| Terz t=1200·log2(5/4) = 386,314                             |
| syntonisches Komma s=1200·log2(81/80) = 21,506              |
| x+q bedeutet: x wird um eine reine Quinte aufwärts gestimmt |
| x+t bedeutet: x wird um eine reine Terz aufwärts gestimmt   |

| Unteres Manual:      | Vergleich mit der reinen Stimmung       | Oberes Manual:        | Vergleich mit der reinen Stimmung      |
| -------------------- | --------------------------------------- | --------------------- | -------------------------------------- |
| c=0                  | c=0                                     | e=a+q-o=407,82        | e=4q-2o=407,82                         |
| g=c+q=701,955        | g=q=701,955                             | ,gis=e+t=794,134      | ,gis=8q-4o-s=794,134                   |
| d=g+q-o=203,91       | d=2q-o=203,91                           | h=e+q=1109,775        | h=5q-2o=1109,775                       |
| a=d+q=905,865        | a=3q-o=905,865                          | dis1=h+t-o=296,089    | ,dis=9q-5o-s=296,089                   |
| ,e=c+t=386,314       | ,e=4q-2o-s=386,314                      | fis=h+q-o=611,73      | fis=6q-3o=611,73                       |
| ,h=g+t=1088,269      | ,h=5q-2o-s=1088,269                     | ,ais=fis+t=998,044    | ,ais=10q-5o-s=998,044                  |
| ,fis=d+t=590,224     | ,fis=6q-3o-s=590,224                    | cis=fis+q-o=113,685   | cis=7q-4o=113,685                      |
| ,cis=fis1+q-o=92,179 | ,cis=7q-4o-s=92,179                     | ,eis=ais1+q-o=499,999 | ,eis=11q-6o-s=499,999                  |
| fes=,e=386,314       | fes=-8q+5o=384,36 ,e=4q-2o-s=386,314    | as=,gis=794,134       | as=-4q+3o=792,18 ,gis=8q-4o-s=794,134  |
| ces=,h=1088,269      | ces=-7q+5o=1086,315 ,h=5q-2o-s=1088,269 | es=,dis=296,089       | es=-3q+2o=294,135 ,dis=9q-5o-s=296,089 |
| ges=,fis=590,224     | ges=-6q+4o=588,27 ,fis=6q-3o-s=590,224  | b=,ais=998,044        | b =-2q+2o=996,09 ,ais=10q-5o-s=998,044 |
| des=,cis=92,179      | des=-5q+3o=90,225 ,cis=7q-4o-s=92,179   | f=,eis=499,999        | f=-q+o=498,045 ,eis=11q-6o-s=499,999   |
| ,as=fes+t=772,627    | ,as=-4q+3o-s=770,674                    | ,c=as+t-o=-19,553     | ,c=-s=-21,506                          |
| ,es=ces+t-o=274,582  | ,es=-3q+2o-s=272,629                    | ,g=es+t=682,402       | ,g=q-s=680,449                         |
| ,b=ges+t=976,537     | ,b=-2q+2o-s=974,584                     | ,d=b+t-o=184,357      | ,d=2q-o-s=182,404                      |
| ,f=,b+q-o=478,492    | ,f=-q+o-s=476,539                       | ,a=d1+q=886,312       | ,a=3q-o-s=884,359                      |

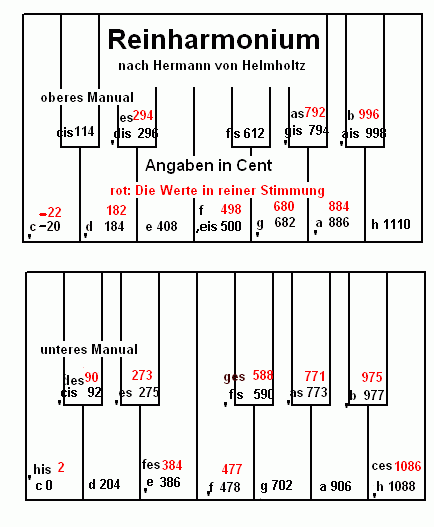
Die zwei Manuale des Reinharmoniums nach Hermann von Helmholtz

Spielbar sind dann: Fis-, H-, E-, A-, D-, G-, C-, F-, B-, Es-, As-, Des-, Ges- und Ces-Dur.
| Reine Dur-Akkorde: | Reine Mollakkorde: |
| ------------------ | ------------------ |
| fes-,as-ces        |                    |
|                    | ,as-ces-,es        |
| ces-,es-ges        |                    |
|                    | ,es-ges-,b         |
| ges-,b-des         |                    |
|                    | ,b-des-,f          |
| des-,f-as          |                    |
|                    | ,f-as-,c           |
| as-,c-es           |                    |
|                    | ,c-es-,g           |
| es-,g-b            |                    |
|                    | ,g-b-,d            |
| b-,d-f             |                    |
|                    | ,d-f-,a            |
| f-,a-c             |                    |
|                    | ,a-c-,e            |
| c-,e-g             |                    |
|                    | ,e-g-,h            |
| g-,h-d             |                    |
|                    | ,h-d-,fis          |
| d-,fis-a           |                    |
|                    | ,fis-a-,cis        |
| a-,cis-e           |                    |
|                    | ,cis-e-,gis        |
| e-,gis-h           |                    |
|                    | ,gis-h-,dis        |
| h-,dis-fis         |                    |
|                    | ,dis-fis-,ais      |
| fis-,ais-cis       |                    |
|                    | ,ais-cis-,eis      |

| Tonart          | Durdominantakkord | Spielbar als |
| --------------- | ----------------- | ------------ |
| ,a-Moll         | ,e ,,gis ,h       | ,e ,as h     |
| ,e-Moll (1 #)   | ,h ,,dis ,fis     | ,h ,es ,fis  |
| ,h-Moll (2 #)   | ,fis ,,ais ,cis   | ,fis ,b ,cis |
| ,fis-Moll (3 #) | ,cis ,,eis ,gis   | ,cis ,f ,gis |
| ,cis-Moll (4 #) | ,gis ,,his ,dis   | ,gis ,c ,dis |
| ,gis-Moll (5 #) | ,dis ,,fisis ,ais | ,dis ,g ,ais |
| ,dis-Moll (6 #) | ,ais ,,cisis ,eis | ,ais ,d f    |
| =               |                   |              |
| es-Moll (6 b)   | b ,d f            | b ,d f       |
| b-Moll (5 b)    | f ,a c            | f ,a c       |

| Tonart          | Durakkord mit pyth. Terz | Nicht spielbar |
| --------------- | ------------------------ | -------------- |
| ,d-Moll (1 b)   | ,a ,cis ,e               | ,,cis          |
| ,g-Moll (2 b)   | ,d ,fis ,s               | ,,fis          |
| ,c-Moll (3 b)   | g ,h d                   | ,g ,,h ,d      |
| ,f-moll (4 b)   | ,c ,e ,g                 | ,,e            |
| ,b-Moll (5 b)   | ,f ,a ,c                 | ,,a            |
| ,,es-moll (6 b) | ,b ,d ,f                 | ,,d            |

### Temperaturen
Da Tasteninstrumente mit weit mehr als 12 Tasten sowohl instrumentenbauliche als auch spieltechnische Schwierigkeiten aufwerfen, wurden als Kompromiss eine Reihe unterschiedlicher Stimmungssysteme entwickelt, um die Tonhöhen, die den konventionellen 12 Tasten zugeordnet sind, so zu wählen, dass möglichst viele Akkorde in "möglichst reiner Stimmung" spielbar sind. Diese lassen sich in drei Kategorien einordnen:
- Mitteltönige Stimmungen
- Wohltemperierte Stimmungen
- Die gleichstufige Stimmung

Alle diese mitteltönigen oder temperierten Stimmungssysteme gehören jedoch ausdrücklich nicht zur reinen Stimmung.

#### Historische Abfolge der Stimmungskompromisse
Die lange Zeit vorherrschenden mitteltönigen Stimmungen mit vielen reinen Terzen nähern die reine Stimmung hervorragend an, allerdings nur (in der 1/4-Komma mitteltönigen Stimmung) in den Tonarten B-, F-, C-, G-, D- und A-Dur, sowie g-, d-, a-, e-, h- und fis-moll. In diesen Tonarten erklingen die Akkorde der Tonika, der Subdominante und der Dominante in den Terzen rein und in den Quinten mit Schwebungen. Anzuhören: mitteltönige Quinten.
Um die Tonarten des gesamten Quintenzirkels spielbar zu machen, wurden die mitteltönige Stimmungen zu wohltemperierten Stimmungen so erweitert, dass die Tonarten des gesamten Quintenzirkels spielbar wurden. Dies wurde aber nur ermöglicht, indem man die reinen Terzen je nach Tonart mehr oder weniger wieder den pythagoreischen Terzen annäherte (schärfte). Vor allem beim Klavier hat sich die gleichstufigen Stimmung schließlich durchgesetzt, bei der es keine „Tonartencharakter“ mehr gibt.
Mit dieser historischen Entwicklung verringerte sich jedoch die Zahl exakt rein gestimmter Intervalle auf dem Tasteninstrument mit 12 Tasten pro Oktave.
Der Cellist Pablo Casals äußert sich zu diesem Problem („The Way They Play“ 1972): „Erschrick nicht, wenn Du eine andere Intonation als das Klavier hast. Das liegt am Klavier, das verstimmt ist.“
Der Intonationsunterschied zwischen reiner Stimmung und gleichstufiger Stimmung ist vernachlässigbar bei den Quinten (rein: 702 Cent, gleichstufig 700 Cent) aber durchaus hörbar – und dies wird häufig übersehen – in den Terzen (Große Terz rein: 386 Cent, gleichstufig: 400 Cent. Kleine Terz rein: 316 Cent, gleichstufig 300 Cent).
Heutzutage werden Cembali bei der Aufführung von Musik des 16. – 18. Jahrhunderts in der Regel mitteltönig oder wohltemperiert gestimmt. Zu beobachten ist, dass historisch gestimmte Orgeln wieder an Bedeutung gewinnen.

#### Diatonische Harmonika
Die diatonische Harmonika mit ein bis drei Reihen wurde üblicherweise in ihrem möglichen Tonvorrat in vielen Fällen fast rein gestimmt, oder die Stimmung war einer der mitteltönigen Stimmungen angenähert. Erst in den letzten Jahrzehnten wurde in vielen Fällen die gleichstufige Stimmung verwendet.
Auch heute bevorzugen einzelne Hersteller traditionelle Stimmungen für die steirische Harmonika. Einreihige Instrumente für Cajun-Musik oder manche Mundharmonikas sind auch der reinen Stimmung zumindest angenähert. Wenn auf mehrreihigen Instrumenten die reine Stimmung zur Anwendung kommt, stehen bei manchen Tönen Alterierungen mit geringfügigen Tonhöhenunterschieden zur Verfügung, zum Beispiel zwei Ds, wobei es aber von der jeweiligen Spielreihe abhängt, wie die Töne zueinander greifbar sind. Die doppelt vorkommenden Töne sind pro Reihe rein oder mit Terzen gestimmt, die nur eine sehr geringe Schwebung aufweisen. Somit ergibt sich durch die Quartabstände von Reihe zu Reihe insgesamt ein Tonnetz. Die Möglichkeiten sind damit nicht so dramatisch wie mit einem Reintonistrument aber doch beachtlich, wenn ein Musiker weiß, wie man diese Eigenheiten auch nutzt.

### Elektronische Vorrichtung zur Tonhöhenveränderung
Adriaan Daniël Fokker entwickelte ein elektrisches Klavier mit reiner Stimmung.
Martin Vogel ließ ein 72-töniges Harmonium mit vier Manualen bauen und entwickelte eine automatische Schaltung, durch die sich beim Niedergehen der Tasten die „richtigen“ Quinten, Terzen und Septimen von selbst einstellen.
Mit entsprechender Computer-Software können Tonhöhenveränderungen bei geeigneten Keyboards so programmiert werden, dass mit 12 Tasten pro Oktave ein reines Intonieren ermöglicht wird.
Dieses Ziel verfolgte der Tonalizer, der 1987 auf der Musica-Messe in Hamburg vorgestellt wurde. und auch Mutabor, ein Computerprogramm, das an der Technischen Universität Dresden entwickelt wurde.
In der St.-Petri-Pauli-Kirche in Lutherstadt Eisleben steht eine dynamisch stimmbare Orgel, die mittels einer elektromechanischen Umstimm-Einrichtung an den Pfeifen eine Reine Stimmung ermöglicht. Durch einen Magnetantrieb wird die korrekte Stimmung innerhalb weniger Millisekunden eingestellt. An der Entwicklung dieser Orgel waren drei Institutionen beteiligt: Die Trossinger Firma Hermode-Tuning entwickelte die Idee und Software zu dieser Stimmungssteuerung. An der Hochschule Mittweida wurde die dazugehörige Elektronik angefertigt. In Bad Liebenwerda schuf die Firma Mitteldeutscher Orgelbau A. Voigt die Orgel mit den notwendigen leistungsfähigen Magnetantrieben.